# Їжатець малайський
Їжатець малайський (Hystrix brachyura) — вид гризунів із родини їжатцеві роду їжатець (Hystrix).

## Опис
Це великий і товстий гризун. Вкритий голками або шипами у верхніх частинах тіла з чорними і білими або пожовклими смугами. Має короткі кремезні ноги, покриті коричневими волосками. Є чотири кігті на передніх і п'ять задніх ногах. І передні й задні ноги мають гладкі підошви. Голова й тіло близько 63-72.5 см, а хвіст становить близько 6-11 см. Вага складає близько 0.7 кг-2.4 кг.

## Поширення
Мешкає в південно-східній Азії, в країнах Бангладеш, Китай, Індія, Індонезія, Лаос, Малайзія, М'янма, Непал, Таїланд, В'єтнам. Може жити і серед чагарників і на відкритих площах, прилеглих до лісу і в лісах на висотах до 1500 м. Може також проживати й у сільськогосподарських районах, але йому потрібна поруч кам'яниста місцевість, щоб створювати там лігва чи рити нори.

## Поведінка
Нори, як правило, займають сім'ї. Вони, як правило харчуються корінням, бульбами, корою та опалими плодами; також їдять падло й комах. Ведуть нічний спосіб життя. Можуть бути знайдено окремо або в парах.

## Відтворення
Після періоду вагітності близько 110 днів, два або три дитинча народжуються. Два приплоди можуть бути на рік.

## Загрози та охорона
У Південно-Східній Азії, на нього полюють через продовольство і в лікарських цілях, але це не вважається, серйозним впливом на популяцію. У Південній Азії, він перебуває під загрозою втрати середовища проживання через будівництво гребель, населених пунктів та іншого розвитку інфраструктури. Цей вид присутній в багатьох охоронних районах.